# Piatt County
Piatt County är ett county i delstaten Illinois, USA. År 2010 hade countyt 16 729 invånare. Den administrativa huvudorten (county seat) är Monticello. 

## Geografi
Enligt United States Census Bureau så har countyt en total area på 1 140 km². 1 140 km² av den arean är land och 0 km² är vatten.

### Angränsande countyn
- McLean County - nord
- Champaign County - öst
- Douglas County - sydost
- Moultrie County - syd
- Macon County - sydväst
- De Witt County - väat